# Formel-E-Rennstrecke Seoul
Die Formel-E-Rennstrecke Seoul war ein temporärer Stadtkurs in Seoul, Südkorea. Die Strecke wurde 2022 für ein Rennen der FIA-Formel-E-Weltmeisterschaft verwendet.

## Geschichte
Die ersten Pläne ein Formel-E-Rennen in Seoul auszurichten kamen im Jahr 2018 auf, als die Stadt nach einem passenden Standort für einen Stadtkurs suchte. Die Wahl fiel letztendlich auf einen Kurs rund um das Olympiastadion Seoul um die Lärmbelästigung zu verringern. Die geplanten Premieren 2020 bzw. 2021 fielen der weltweiten COVID-19-Pandemie zum Opfer.  Zur Saison 2021/2022 wurde bekanntgegeben, dass das Rennen im August, als letztes Rennen der Formel-E-WM, letztendlich stattfinden sollte.
Mitch Evans und Edoardo Mortara gewannen die beiden Läufe des Seoul E-Prix. Im Folgejahr sollte die Strecke erneut als Austragungsort der Formel E verwendet werden, aufgrund größerer Umbauten am Olympiastadion wurde die Veranstaltung allerdings abgesagt.

## Die Strecke
Der 2,618 Kilometer lange Kurs umfasste 22 Kurven und wurde rund um den Jamsil Sports Complex ausgelegt. Hauptattraktion der Strecke war der sieben Kurven umfassende Streckenteil, welcher durch das Olympiastadion Seoul führte.